# Abdel Moneim Ghonaïm
Abdel Moneim Ghonaïm (ar. عبد المنعم غنيم; ur. 1953) – libijski piłkarz grający na pozycji napastnika. W swojej karierze grał w reprezentacji Libii.

## Kariera klubowa
W swojej karierze piłkarskiej Ghonaïm grał w klubie Darnes SC.

## Kariera reprezentacyjna
W 1982 roku Ghonaïm został powołany do reprezentacji Libii na Puchar Narodów Afryki 1982.  Zagrał w nim w dwóch meczach: półfinałowym z Zambią (2:1) i finałowym z Ghaną (1:1, k. 6:7). Z Libią wywalczył wicemistrzostwo Afryki.